# متسنهاوزن
متسنهاوزن (به آلمانی: Metzenhausen) یک شهر در آلمان است که در راین-هونسروک واقع شده‌است. متسنهاوزن ۱۳۷ نفر جمعیت دارد.